# Dieter Oehm

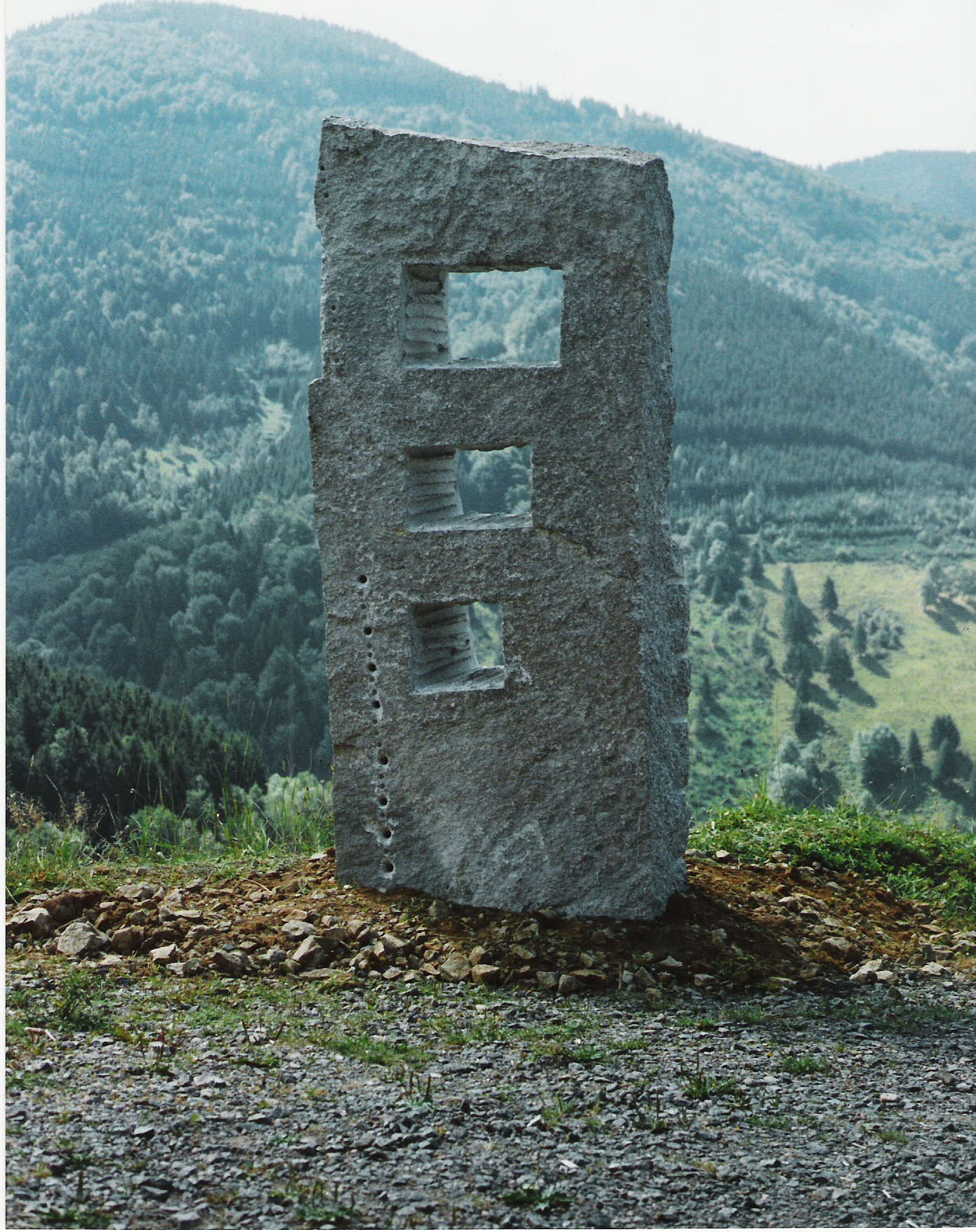
Dieter Oehm: Drei Stufen des Sehens (2002). 230 × 80 × 125 cm. Granit. Standort: Elzach (Schwarzwald)

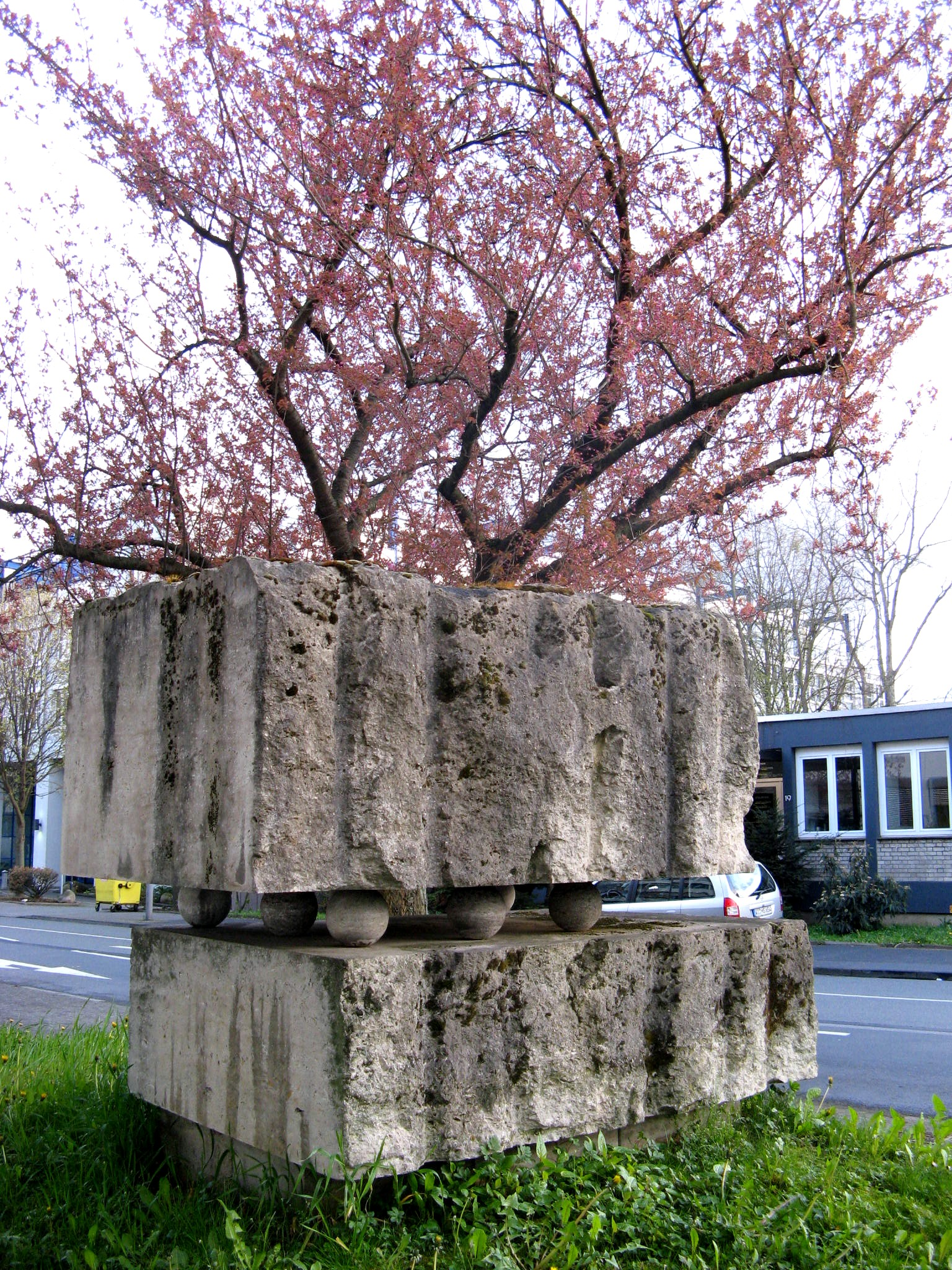
Dieter Oehm: Bewegter Stein (1985), Muschelkalk, Wiesbaden Hasengartenstraße, Verbleib unbekannt

Dieter Oehm (* 1947 in Bad Hersfeld) ist ein deutscher Bildhauer und Maler. Für seine Zeichnungen verwendet er Farbstifte. Seine Skulpturen fertigt er hauptsächlich aus Holz und Stein.

## Leben
Oehm studierte 1968/1969 an der Werkkunstschule Offenbach (heute Hochschule für Gestaltung). Von 1969 bis 1974 folgte ein Studium der Bildhauerei an der Frankfurter Städelschule: Bildhauerei bei Michael Croissant (Meisterschüler), Kunsttheorie bei R. Jochims und Grafik bei Christian Kruck. 1971 erhielt Oehm den Druckgrafikpreis der Städelschule. Es folgte der Arno-Leißer-Preis (1973). Er absolvierte daraufhin ein Studium der Pädagogik (Diplom) an der Johann Wolfgang Goethe-Universität Frankfurt am Main (von 1974 bis 1976). Oehm lebt und arbeitet in Bad Vilbel und Hohenlohe. Seit 1976 lehrt Oehm an der Staatlichen Zeichenakademie Hanau Plastisches Gestalten und Zeichnen. 1987 führte er an der HfG Offenbach als Gastdozent eine Lehrveranstaltung durch. Seit 1992 betreibt Oehm das Projekt Skulptur-Landschaft (in der Nähe seines Ateliers) in Hohenlohe.

## Werke
In inzwischen mehr als 40 Jahren schuf Dieter Oehm ein umfassendes Œuvre, bei dem die Konsequenz seines gestalterischen Handelns und das kontinuierliche Nebeneinander von Zeichnung und Plastik auffallen. Seine Skulpturen stehen in der Tradition klassisch-konstruktiver Bildwerke. Die im Raum feststehenden Plastiken aus Holz oder Stein scheinen aus additiv zusammengesetzten Elementen zu bestehen. Tatsächlich aber sind sie subtraktiv aus einem einzigen Block herausgearbeitet. Aufgebaut aus zumeist kubischen Formen, bilden die Skulpturen komplexe Gefüge aus materiell definierten Bereichen und frei bleibenden Zonen, die einer eigenen Tektonik gehorchen und in ein fragil, ja instabil wirkendes Gleichgewicht gebracht sind. Hochragende Stab- und Flächenfiguren scheinen auf geheimnisvolle Weise der Schwerkraft zu trotzen. Der Künstler nutzt dabei alle Möglichkeiten des Materials. Das Ausgangsmaterial (z. B. Holz) beinhaltet durch sein Maß und seine Proportion Beziehungsstrukturen, deren permutative Ausschöpfung verborgene Potentiale freisetzen – und so das Werk bestimmen. Obwohl Oehm in diesem Prozess alle künstlerischen Freiheiten ausnutzt, schließt dieses konstruktive Vorgehen Beliebigkeit weitgehend aus.

### Werke im öffentlichen Raum
- 1974 Raumelement, Ankauf Land Hessen, Holzskulptur, Kurpark Bad Wildungen
- 1976 Körperraum, Ankauf Helaba Frankfurt/Main, Holzskulptur
- 1978 Gestrandeter Stein, Bad Hersfeld, Marktplatz
- 1980 Survival, Langen, Mühltal, Sandsteinskulptur
- 1981 Ruder, Hansestadt Bremen, An der Weser, Holzskulptur
- 1984 Blicklust, Gießen, Stahlrohr, Basalt, Plastik
- 1985 Bewegter Stein, Wiesbaden, Chemische Untersuchungsanstalt des Landes Hessen, 1. Preis beim Landesbildhauerwettbewerb, 3-teilig, Muschelkalk, Installation, Säulenrau, Holzskulptur
- 1986 Fort-Da, Bad Hersfeld, Stiftsbezirk, 2-teilig, Marmorskulptur
- 1987 Flächen-Raum-Element, Karben, Berufsbildungswerk Südhessen, Holzskulptur
- 1998 Ineditum, Darmstadt, Druckerei Haußmann, Holzskulptur
- 1999 Genesis, Neu-Anspach/Taunus, Katholische Kirche St. Marien, Wandbild Blei- und Farbstift
- 2000 Raumelement, Museum Goch, Holzskulptur
- 2002 Durchbruch, Bad Vilbel, An der Wasserburg, 2-teilige Steinskulptur, Elzach/Yach, Wettbewerbspreis internationales Bildhauersymposium, Drei Stufen des Sehens, Granitskulptur
- 2003 Corpus Christi, Neu-Anspach/Taunus, Katholische Kirche St. Marien, Skulptur, Bronze
- 2004 Auferstehung, Neu-Anspach/Taunus, Katholische Kirche St. Marien, Wandbild Blei- und Farbstift
- 2004 Versteinerter Blick, Hanau, Evangelische Johanneskirche, Marmorskulptur
- 2005 Clavis, Bad Vilbel, Wasserburg, Holzskulptur schwimmend
- 2011 Prospectus Bipartitus, Schwäbisch Hall, 2-teilige Muschelkalkskulptur
- 2011 Panta Rhei, Goch, Nierswellenprojekt, 2-teilige Muschelkalkskulptur

## Ausstellungen (Auswahl)
Bei den mit «E» gekennzeichneten Ausstellungen handelte es sich um Einzelausstellungen.
- 1974 Plastiken im Palmengarten, Frankfurt am MainE
- 1977 StudioBerggemeinde, Frankfurt am MainE
- 1978 Kunstverein Friedberg, Stiftsruinengelände;E Großplastiken aus Holz und Stein, Bad HersfeldE
- 1979 Oberhessisches Museum, GießenE
- 1982 Dominikanerkloster Frankfurt am Main, Installation und SkulpturenE
- 1988 Museum Schloss Philippsruhe, HanauE
- 1993 Museum LangenE
- 1998 Dominikanerkloster, Frankfurt am Main;E Der Blick wird zur Beute der Bilder, Zeichnungen, Juridicum JWG-Universität Frankfurt am MainE
- 1999 Gelbes Haus, Creuzburg Punti Essentiali; Kunstbuch ErstveröffentlichungE
- 1999–2000 Museum Goch, RetrospektiveE
- 2000 Museum im Spital, Bad HersfeldE
- 2001 Skulpturen-Kabinett, Freiburg im BreisgauE
- 2002 Dominikanerkloster, Frankfurt am Main, Visuelle Partituren/PlastikenE
- 2008 Kunsthalle Gießen, Skulpturen – ZeichnungenE
- 2009 Kunstverein TrierE
- 2010 Historisches Museum Hanau, Corpus Inexhaustus II - Skulpturen, Ins Gesicht der Tage - ZeichnungenE
- 2010 Stiftung für Konkrete Kunst, Freiburg-Zähringen, Erkennbar aus Einem - Skulpturen aus Metall und Holz 1978 - 2010E
- 2017 Bad Salzhausen, 5 Skulpturen im Park, 4 Inventionen - Hommage an J. S. Bach, 26. August – 16. Oktober
- 2018 Galerie m50, Oberursel, 'segno vivente', 6. April – 12. Mai, Installation 'Alphabet des Unabsehbaren' Reliefs / Farbe. Skulpturen/ZeichnungenE
- 2018 Galerie das Bilderhaus 'Blickspeicher', Frankfurt am Main, Zeichnungen / Skulpturen, 24. Mai – 30. JuniE
- 2018 Kyung Hee University Museum of Art (KUMA), Seoul, Hand Baggage, März - September, Zeichnung.
- 2019 Sandelsches Museum, Kirchberg an der Jagst, Corpus Inexhaustus - Blickfelder, Künstlerbücher / Bozzettis / Skulpturen und Zeichnungen, 31. März – 18. AugustE
- 2021 Skulpturen im Park, Mörfelden-Walldorf